# Jessie Gilbert
Jessica Laura Cory „Jessie“ Gilbert (* 30. Januar 1987 in Croydon, England; † 26. Juli 2006 in Pardubice, Tschechien) war eine britische Schachmeisterin.

## Leben
Gilbert erlernte im Alter von acht Jahren das Schachspiel. 1999 gewann sie mit elf Jahren als jüngste Spielerin aller Zeiten die Amateurweltmeisterschaft der Frauen. Später errang sie den Meistertitel der Fide, ebenfalls als jüngste Spielerin aller Zeiten. Ein Stipendium erlaubte es ihr, in die USA zu reisen und eine Woche lang mit dem Großmeister Edmar Mednis zu trainieren. Im Jahr 2001 gewann sie die Bronzemedaille der Europäischen Frauen-U14-Meisterschaft.
Jessie Gilbert nahm mit der englischen Frauenauswahl an der Schacholympiade 2006 in Turin sowie der Mannschaftseuropameisterschaft 2005 in Göteborg teil. In der britischen Four Nations Chess League spielte sie in der Saison 2002/03 bei Perceptron Youth und von 2003 bis 2005 für die zweite Mannschaft von Wood Green. 
Gilbert verstarb in der Nacht vom 26. auf den 27. Juli 2006 nach einem Sturz aus dem achten Stock eines Hotels in Pardubice, wo sie an den alljährlichen Czech Open teilnahm. Die Hintergründe ihres Todes blieben unklar. Es konnte nicht geklärt werden, ob sie durch Selbsttötung oder einen Unfall beim Schlafwandeln ums Leben kam.
Die Coulsdon Chess Fellowship, in der Gilbert Mitglied war, veranstaltet zu ihrem Gedenken ein jährliches Schachturnier.